# Leikanger
Leikanger – norweskie miasto i gmina leżąca w regionie Vestland, którego stanowi jeden z ośrodków administracyjnych. Przed 1 stycznia 2020 gmina znajdowała się w okręgu Sogn og Fjordane.
Leikanger jest 342. norweską gminą pod względem powierzchni.

## Demografia
Według danych z roku 2005 gminę zamieszkuje 2209 osób. Gęstość zaludnienia wynosi 11,94 os./km². Pod względem zaludnienia Leikanger zajmuje 321. miejsce wśród norweskich gmin.
| ludność stan na 1 stycznia 2005 |         |           |       |
|                                 | kobiety | mężczyźni | razem |
| osób                            | 1090    | 1119      | 2209  |
| %                               | 49,34%  | 50,66%    | 100%  |

| wykształcenie stan na 1 października 2004 |        |         |        |        |
|                                           | podst. | średnie | wyższe | niezn. |
| osób                                      | 254    | 916     | 546    | 19     |
| %                                         | 14,64% | 52,8%   | 31,47% | 1,1%   |

## Edukacja
Według danych z 1 października 2004:
- liczba szkół podstawowych (norw. grunnskolar): 2
- liczba uczniów szkół podst.: 279

## Władze gminy
Według danych na rok 2011 administratorem gminy (norw. rådmann) jest Odd Arve Rakstad, natomiast burmistrzem (norw. ordfører, d. borgermester) jest Olav Lunden.